# Gum 14
Gum 14, nota anche come RCW 27, è un'estesa nebulosa a emissione visibile nella costellazione delle Vele.

## Caratteristiche
Si osserva nella parte nordoccidentale della costellazione, sul confine con la Poppa e poco a nord della linea che congiunge le due stelle Naos (ζ Puppis) e Suhail (λ Velorum); nonostante le dimensioni, appare più debole e dispersa rispetto ad altre nebulose adiacenti ma può essere comunque fotografata con l'ausilio di filtri attraverso un telescopio di media potenza. La sua declinazione fortemente australe comporta che dalle regioni boreali la sua osservazione sia particolarmente difficoltosa dalla fascia temperata inferiore, mentre a nord del 47°N è sempre invisibile. Dall'emisfero australe invece è osservabile per quasi tutte le notti dell'anno. Il periodo migliore per la sua osservazione nel cielo serale va da dicembre a maggio.
Gum 14 fa parte della nube D del Vela Molecular Ridge, un complesso sistema di nubi molecolari giganti situato alla distanza di 700-1000 parsec (2300-3300 anni luce) dal sistema solare; in particolare si tratta della nube più occidentale del complesso.
La stella maggiormente responsabile della ionizzazione dei gas della nube è la gigante blu HD 73882, una binaria a eclisse nota anche come NX Velorum legata al grande ammasso Ru 64, assieme ad altre stelle giganti come HD 73285 e HD 73500; a queste si aggiungono anche diverse stelle responsabili dell'illuminazione di alcune nebulose a riflessione, come vdBH 18 e vdBH 20, facenti parte della vicina associazione OB Puppis R2. La più nota e brillante delle nebulose a riflessione della regione è NGC 2626 (nota anche come vdBH 17), situata sul bordo sudoccidentale di Gum 14: questa nube, illuminata dalla stella HD 73882, ospita al suo interno alcune stelle con deboli emissioni Hα e tre addensamenti nebulosi, fra i quali il ben noto HH 132A, un brillante oggetto HH. Quest'oggetto probabilmente riceve energia dalla vicina sorgente IRAS 08337−4028. I due bozzoli luminosi HH132B e C sono invece stati classificati come nebulose a riflessione di luminosità variabile. Nei pressi dell'oggetto si trova anche un'altra sorgente infrarossa, catalogata come IRAS 08339−4029, che potrebbe essere associata, nonostante la separazione di 1', alla stella variabile EM Velorum, forse una stella Ae/Be di Herbig. Gum 14 ospita anche una popolazione di stelle T Tauri composta da una quindicina di membri, è stata identificata con la sigla Vela T1.